# Давидовське (Україна)
Давидовське — село Вугледарської міської громади Волноваського району Донецької області України. Відстань до райцентру становить близько 28 км і проходить автошляхом місцевого значення.

## Загальні відомості
Петрівське — колишній центр сільської ради, розташоване за 29 км від залізничної станції Волноваха. Населення — 1209 осіб. Землі села межують із територією с. Євгенівка, Волноваський район, Донецької області.

## Історія
Село засноване у другій половині XVIII ст. переселенцями з Харківської губернії.
Станом на 1886 рік у колишньому власницькому селі Темрюцької волості Маріупольського повіту Катеринославської губернії, мешкало 2293 особи, налічувалось 370 дворових господарств, існували православна церква, школа й лавка.
За радянських часів у селі була розміщена центральна садиба колгоспу ім. Жданова, площа орної землі якого становить 5298 га. Вирощувались переважно зернові культури; тваринництво м'ясо-молочного напряму. За високі показники у розвитку сільського господарства 9 колгоспників нагороджені орденами і медалями. Комбайнер М. В. Третяк — орденом Леніна.
На території Петрівського — середня школа, палац культури, бібліотека. Функціонує лікарня. Є дитячі ясла. Працюють побутовий комбінат, 3 магазини.

### ПодіїВійни на сході України
29-30 жовтня 2014 року біля села Петрівського в часі руху української військової колони підрозділ, котрий здійснював прикриття, виявив диверсійну групу терористів, розпочався бій. Частина диверсійної групи була знищена на місці, решта відступили. Загинуло 3 військовослужбовці — капітан Руслан Григор та старший солдат Олександр Калиновський, Андрій Авраменко, один зазнав поранення.
14 лютого 2015-го загинув внаслідок підриву на фугасі підполковник Артур Костюченко — колона входила в село Петрівське. Водій бойової машини солдат Юрій Скляр загинув на місці, командира батальйону з важкими пораненнями доправили до шпиталю, врятувати життя не вдалося.
10 квітня 2024 року Комітет Верховної Ради України з питань організації державної влади, місцевого самоврядування, регіонального розвитку та містобудування підтримав перейменування села на Давидовське.

## Населення
За даними перепису 2001 року населення села становило 1209 особи, з них 94,38 % зазначили рідною мову українську, 5,46 % — російську, 0,08 % — вірменську та грецьку мови.